# Vesperidae
I Vesperidi (Vesperidae Mulsant, 1839) sono una piccola famiglia di coleotteri cerambicoidei di aspetto piuttosto eterogeneo, ma tutti caratterizzati da forme larvali legate all'apparato radicale di piante arboree od erbacee.

## Morfologia

### Adulto

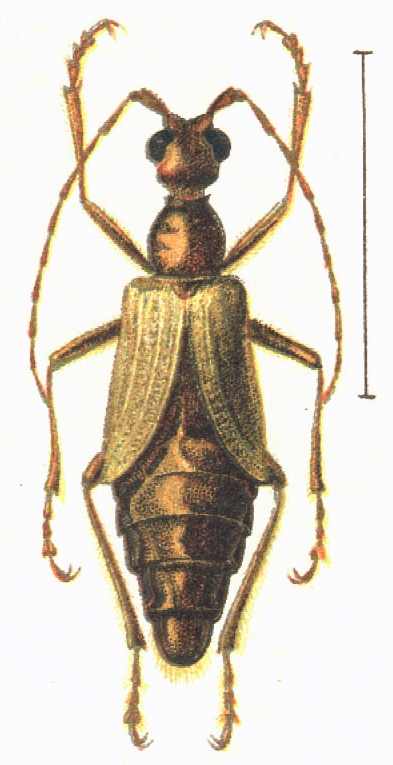
Femmina di Vesperus luridus (Rossi, 1790)

Gli adulti, notturni, sono caratterizzati da colori terrei su toni di bruno o di testaceo, brachitterismo più o meno spinto (soprattutto nelle femmine) fino all'atterismo e fisogastria nelle femmine.
Alcuni generi tropicali (Pathocerus) hanno antenne flabellate, altri (Hypocephalus) estremamente ridotte.
Alcuni, come il genere brasiliano Migdolus, presentano mandibole notevolmente sviluppate, come i maschi dei Cerambycidae Parandra e Spondylis, mentre altri, come i maschi del genere Hypocephalus hanno mandibole estremamente modificate.

### Larva
Le larve presentano adattamenti alla vita sotterranea.

In particolare, il genere mediterraneo Vesperus, il solo della famiglia diffuso anche in Italia, presenta larve caratterizzate da una spiccata  polimorfia larvale.

Le larve primarie, sono infatti di aspetto eruciforme (seppure caratterizzate da setole anormalmente lunghe), mentre quelle degli stadi successivi hanno un aspetto melolontiforme che le fa rassomigliare alle larve dei Melolonthinae.

## Biologia
Gli adulti, che schiudono alcuni mesi prima di sfarfallare, presentano una particolare fenologia, tipica di ciascuna specie e per certi aspetti ancora misteriosa.

Alcune specie (Vesperus strepens, Vesperus conicicollis macropterus) compaiono solo in estate, altre dalla tarda estate all'autunno (Vesperus luridus), altre solo nelle miti notti d'inverno (Vesperus ligusticus).

### Importanza agraria
Vesperus luridus e Vesperus strepens sono state citate in passato come dannose alla coltivazioni della vite, ma gli attacchi di queste specie sembrano essere oggi molto sporadici.

Tuttavia, una specie simile - Vesperus xatarti Mulsant, 1839 - distribuita nell'area Pirenaica ed in Spagna, sembra rivestire ancora oggi una notevole importanza agraria
.

## Sistematica
La famiglia si suddivide in 3 sottofamiglie:
- Anoplodermatinae Guérin-Méneville, 1840
- Philinae Thomson, 1860
- Vesperinae Mulsant, 1839

Storicamente, i Vesperini sono stati considerati sottofamiglia dei Lepturinae, gli Anoplodermatini sottofamiglia dei Prioninae e i Philini  un gruppo misterioso in qualche modo legato ai Prioninae.

In seguito, le particolari caratteristiche della larva dei Vesperus, ha indotto a separare questa tribù come sottofamiglia e poi come famiglia a parte.

Soltanto nel 1997 Švácha, Wang & Chen hanno riconosciuto e provato nelle forme larvali la somiglianza morfologica tra questi tre gruppi.

Anche recentissimi studi sui cromosomi hanno confermato grandi differenze tra i Vesperidae e i Cerambycidae.
La sola sottofamiglia Vesperinae è presente in Italia con quattro specie del genere Vesperus:
- Vesperus conicicollis macropterus Sama, 1999 (Sardegna meridionale)
- Vesperus ligusticus Vitali, 2001 (coste della Liguria)
- Vesperus luridus Rossi, 1794) (Italia peninsulare, Sardegna settentrionale e Sicilia)
- Vesperus strepens Fabricius, 1792 (Alpi Marittime, Appennino Ligure, Piemonte)